# Presidential Flight (UAE)
Presidential Flight è l'organizzazione responsabile del trasporto aereo del governo di Abu Dhabi, Emirati Arabi Uniti. La compagnia, fondata come Abu Dhabi Amiri Flight nel 1975 durante l'era del presidente Zayed bin Sultan Al Nahyan, ha cambiato nome in Presidential Flight il 16 febbraio 2009.

## Flotta

### Flotta attuale

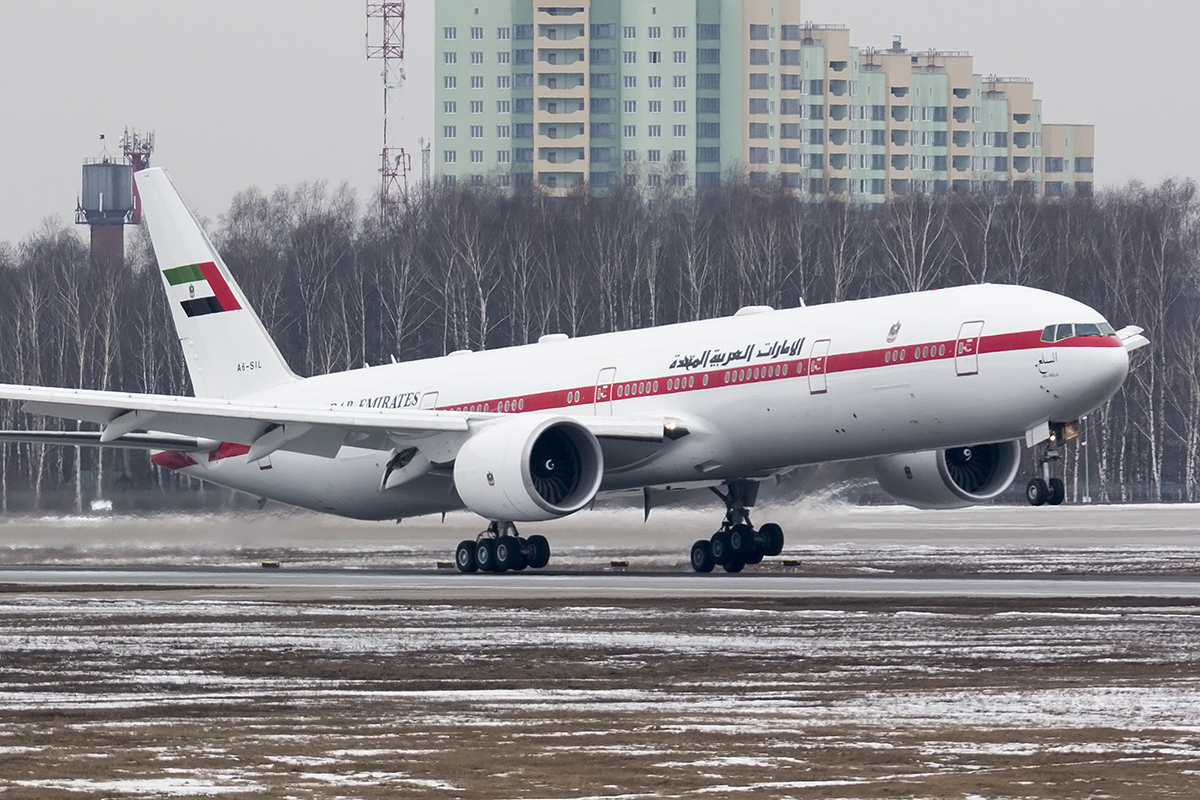
Il Boeing 777-300ER.

A dicembre 2022, Presidential Flight opera con i seguenti aeromobili:

### Flotta storica
Presidential Flight operava in precedenza con:
- Airbus A300
- Avro RJ70
- Avro RJ100
- Boeing 737-700(BBJ)
- Boeing 747-400
- Boeing 747-8
- Boeing 767-300ER